# Kileo
Kileo è una circoscrizione mista (mixed ward) della Tanzania situata nel distretto di Mwanga, regione del Kilimangiaro. Conta una popolazione di 13 645 abitanti (censimento 2012).